# Partei für Freiheit und Fortschritt

Altes Logo

Die Partei für Freiheit und Fortschritt (PFF) ist eine deutschsprachige liberale Partei in Belgien. Sie tritt auf dem Gebiet der Deutschsprachigen Gemeinschaft zur Wahl an. Gemeinsam mit den französischsprachigen Parteien PRL, MRLB und MCC gehört sie dem Mouvement Réformateur (MR, deutsch Reformbewegung) an.
Die PFF stellt in der Regierung der Deutschsprachigen Gemeinschaft mit Isabelle Weykmans eine Ministerin. Weykmans war bereits in der Legislaturperiode 2004 bis 2009 Regierungsmitglied. In den Legislaturperioden 1990 bis 1995, 1999 bis 2004 und 2004 bis 2009 war die PFF überdies personell durch Bernd Gentges in der Regierung vertreten.

## Wahlresultate

### Europawahlen
| Jahr | Prozent | Stimmen | Sitze |
| ---- | ------- | ------- | ----- |
| 1994 | 0,13 %  | 7.690   | 0     |
| 1999 | 0,12 %  | 7.234   | 0     |
| 2004 | 0,13 %  | 8.434   | 0     |
| 2009 | 0,12 %  | 7.878   | 0     |
| 2014 | 0,09 %  | 6.197   | 0     |
| 2019 | 0,07 %  | 4.684   | 0     |
| 2024 | 0,08 %  | 5.891   | 0     |

### Deutschsprachige Gemeinschaft
| Jahr | Prozent | Stimmen | Sitze |
| ---- | ------- | ------- | ----- |
| 1974 | 14,9 %  |         | 4     |
| 1977 | 18,5 %  |         | 5     |
| 1978 | 16,5 %  |         | 4     |
| 1981 | 24,5 %  |         | 6     |
| 1986 | 18,77 % |         | 5     |
| 1990 | 19,78 % | 7.756   | 5     |
| 1995 | 19,89 % | 7.367   | 5     |
| 1999 | 21,32 % | 7.860   | 6     |
| 2004 | 20,98 % | 7.615   | 5     |
| 2009 | 17,52 % | 6.562   | 4     |
| 2014 | 15,54 % | 5.847   | 4     |
| 2019 | 11,36 % | 4.454   | 3     |
| 2024 | 12,03 % | 4.817   | 3     |